# 273 Dywizja Piechoty (III Rzesza)
273 Dywizja Piechoty (niem. 273. Infanterie-Division) – niemiecka dywizja z czasów II wojny światowej, sformowana w Berlinie na mocy rozkazu z 22 maja 1940 roku, w 10. fali mobilizacyjnej w III Okręgu Wojskowym. Dywizja przez cały okres swojego istnienia przebywała w macierzystym okręgu wojskowym. Z chwilą podpisania kapitulacji przez Francję, jednostkę rozwiązano na mocy rozkazu z 19 lipca 1940 roku.
W ostatnich miesiącach wojny powstała druga 273 Dywizja Piechoty. Była to słaba jednostka, walczyła na froncie wschodnim, gdzie przyłączono do niej resztki węgierskiej 16 Dywizji Piechoty. Poddała się Armii Czerwonej w Czechosłowacji.

## Struktura organizacyjna
- Struktura organizacyjna w maju 1940 roku:

544., 545. i 546. pułk piechoty, 273. oddział artylerii, 273. kompania pionierów, 273. kompania przeciwpancerna, 273. kompania łączności;